# Bredsjön (Norra Finnskoga socken, Värmland)
Bredsjön är en sjö i Torsby kommun i Värmland och ingår i Göta älvs huvudavrinningsområde. Sjön har en area på 0,0865 kvadratkilometer och ligger 279,1 meter över havet.

## Delavrinningsområde
Bredsjön ingår i det delavrinningsområde (676401-131866) som SMHI kallar för Ovan Hynnan. Medelhöjden är 407 meter över havet och ytan är 83,17 kvadratkilometer. Räknas de 2 avrinningsområdena uppströms in blir den ackumulerade arean 180,02 kvadratkilometer. Höljan som avvattnar avrinningsområdet har biflödesordning 2, vilket innebär att vattnet flödar genom totalt 2 vattendrag innan det når havet efter 487 kilometer. Avrinningsområdet består mestadels av skog (77 procent) och sankmarker (19 procent). Avrinningsområdet har 0,09 kvadratkilometer vattenytor vilket ger det en sjöprocent på 0,1 procent.